# Robert Wilson (escritor)
Robert Wilson (n. 1941) é um Escritor britânico de romances policiais actualmente a viver em Portugal.

## Biografia
Robert Wilson nasceu em 1941 sendo filho de um piloto de bombardeiro que serviu na RAF entre 1942 e 1945. Foi educado de uma forma bastante rígida, com regras e disciplina. Costumava brincar às guerras quando era criança. É licenciado em Língua Inglesa pela Universidade de Oxford, na Inglaterra. Trabalhou em empresas de navegação, publicidade e comércio em África. Viajou pela Ásia e viveu na Grécia e na África ocidental. É casado e vive numa quinta em Portugal, apesar de passar parte do seu tempo em Espanha e na Inglaterra.

## Obra literária
Wilson é autor dos romances policiais com o personagem Bruce Medway, com um fio narrativo passado na Costa de Ouro de África, e com Javier Falcón, detective de homícidios, normalmente passados em Sevilha, Espanha.
É também o autor de A Small Death In Lisbon (Último Acto em Lisboa), romance policial com uma narrativa dividida entre várias épocas, os últimos anos do Século XX, nos arredores de Lisboa, e o período da Segunda Guerra Mundial com início em 1941 em Berlim, passando pelas décadas seguintes em países como a Itália ou o Brasil. Este romance ganhou o prémio Gold Dagger da Crime Writers Association, por ser considerado o melhor romance policial de 1999. Foi nomeado para o mesmo prémio em 2003 por The Blind Man of Seville (O Cego de Sevilha), o primeiro da série com Javier Falcón. O segundo romance desta série, The Silent and the Damned (As Mãos Desaparecidas; intitulado The Vanished Hands nos Estados Unidos), ganhou o prémio Gumshoe para o Melhor Romance Policial Europeu, em 2006.

### Títulos publicados
Série Bruce Medway
- Instruments of Darkness - 1995
- The Big Killing - 1996
- Blood Is Dirt - 1997
- A Darkening Stain - 1998

Série Javier Falcón
- The Blind Man of Seville - 2003 - ("O Cego de Sevilha", Portugal)
- The Silent and the Damned - 2004 - ("The Vanished Hands" nos EUA, "As Mãos Desaparecidas" em Portugal)
- The Hidden Assassins - 2006 - ("Assassinos Escondidos", Portugal)
- The Ignorance of Blood - 2009 - ("A Ignorância do Sangue", Portugal)

Outros romances
- A Small Death In Lisbon - 1999 - ("Último Acto em Lisboa", Portugal)
- The Company of Strangers - 2001 - ("A Companhia de Estranhos", Portugal)
- Roubados - 2015